# Kudakwashe Mahachi
Kudakwashe Mahachi (Bulawayo, Zimbabue, 29 de septiembre de 1993) es un futbolista de Zimbabue que juega en la posición de centrocampista, actualmente milita en el Medeama SC de la liga de fútbol de Ghana.

## Carrera

### Club
| Periodo   | Club                        |
| --------- | --------------------------- |
| 2012      | Bantu Rovers                |
| 2012-2014 | Chicken Inn FC              |
| 2014      | Highlanders FC              |
| 2014-2016 | Mamelodi Sundowns           |
| 2015-2016 | → Golden Arrows FC (cedido) |
| 2016–2018 | Golden Arrows FC            |
| 2018–2019 | Orlando Pirates             |
| 2019–2023 | SuperSport United FC        |
| 2023-     | Medeama SC                  |

### Selección nacional
Jugó para Zimbabue en 44 ocasiones de 2013 a 2022 y anotó cinco goles; participó en tres ediciones de la Copa Africana de Naciones.
| N.º | Fecha      | Sede                                      | Rival   | Marcador | Resultado | Torneo                                               |
| --- | ---------- | ----------------------------------------- | ------- | -------- | --------- | ---------------------------------------------------- |
| 1   | 25-1-2014  | Cape Town Stadium, Cape Town, Sudáfrica   | Malí    | 2–0      | 2–1       | Campeonato Africano de Naciones de 2014              |
| 2   | 5-3-2014   | Kamuzu Stadium, Blantyre, Malaui          | Malaui  | 2–1      | 4–1       | Amistoso                                             |
| 3   | 15-1-2017  | Stade de Franceville, Franceville, Gabón  | Argelia | 1–1      | 2–2       | Copa Africana de Naciones 2017                       |
| 4   | 14-11-2021 | National Sports Stadium, Harare, Zimbabue | Etiopía | 1–0      | 1–1       | Clasificación para la Copa Mundial de Fútbol de 2022 |
| 5   | 18-1-2022  | Stade Ahmadou Ahidjo, Yaundé, Camerún     | Guinea  | 2–0      | 2–1       | Copa Africana de Naciones 2021                       |

## Logros
- Zimbabwean Charity Shield (1): 2013